# 莎麒拉
莎麒拉（Shakeela，1973年11月19日—）是南印度著名的色情演員，她1973年生于安得拉邦，活躍與二十世紀九十年代至今，她的泰米爾語和泰盧固語電影有許多觀眾。

## 電影事業
儘管人們喜歡將她同八十年代的南印度艷星詩麗克·史密莎（Silk Szsmitha），莎麒拉充滿肉感的僮體吸引了足夠觀眾使她在二流電影的市場上站穩了腳跟。她亦時時夢想有朝一日和真正的大明星如拉金尼坎斯、默罕勞爾等同臺獻藝，這一夢想終於在2007年實現了，在電影《Chotta Mumbai》中她終於能和默罕勞爾作一場對手戲。 
莎麒拉已在寫她自己的自传，題目叫：《@@@》。 由她自己敘述一個時代的現象──那些所謂「莎麒拉式的影片（Shakeela films）」往往只需花費製作成本二、三百萬印度盧比，然而她們卻能激蕩南印度的電影市場。 

## 官司糾紛
2004年，她所演出的一個電影在泰米爾納德邦成為被告，因此她也受牽連成為宣揚「淫穢行為」的被告人。

## 電影作品
- Azhagiya Tamil Magan (2007) (Guest Appearance)
- Chotta Mumbai (2007)
- Bangaram (2006)
- Veendum Thulabharam (2003)
- Penmanassu (2002)
- Dhool (2002) (Guest Appearance)
- Soundharyalahari (2002)
- Agniputhri (2001)
- Sagara (2001)
- Sneha (2001)
- Mis Chalu (2001)
- Aalilathoni (2001)
- Vedikettukaari (2001)
- Swargavathil (2001)

## 參照項
1. ↑  Yahoo Movies 的存檔，存档日期2007-10-15.
2. ↑  .   [2007-11-19]. （原始内容存档于2007-11-28）.
3. ↑  Indiainfo 的存檔，存档日期2008-02-26.

## 外部連結
- 莎麒拉（Shakeela）在互联网电影资料库（IMDb）上的資料（英文）
- India Daily story: 印度的色情電影皇后Shakeela決定將自己的故事公諸于眾
- 莎麒拉完全的歷史和相冊 （页面存档备份，存于）
- Shakeela的照片和傳記 （页面存档备份，存于）